# Scrapter basutorum
Scrapter basutorum är en biart som först beskrevs av Cockerell 1915.  Scrapter basutorum ingår i släktet Scrapter och familjen korttungebin. Inga underarter finns listade i Catalogue of Life.